# Flugplatz Jonava

i8
i11
i13
Das Aerodrome Jonava (lit. Jonavos aerodromas, auch Aerodrome Gaižiūnai oder Aerodrome Rukla) ist ein ehemaliger Militärflugplatz der Sowjetunion in Litauen. Er liegt ca. 9 km südöstlich der Stadt Jonava in Litauen innerhalb eines militärischen Übungsgebiets. Nach Kaunas sind es 30 km nach Südwesten und Ukmerge liegt ca. 40 km im Nordosten. 

## Ausstattung
Er ist 102,5 ha groß und war Teil der militärischen Einrichtungen in Rukla und Gaižiūnai. Der Flugplatz besitzt eine parallel zur Start- und Landebahn ausgerichtete Vorstartlinie mit 24 Stellplätzen.

## Geschichte
Der Flugplatz entstand während des Kalten Kriegs als Reserveflugplatz und Stützpunkt von sowjetischen Fallschirmjägern.
Die Russen zogen 1993 ab und die militärische Nutzung wurde für über zwei Jahrzehnte beendet. Er stand in dieser Zeit bereit für Motorsport-Events.
Nach der Erweiterung des Truppenübungsplatzes Gaižiūnai nach 2016 liegt er innerhalb dessen Areals.

## Heutige Nutzung
Die fliegerische Nutzung umfasst inzwischen auch wieder gelegentliche Flüge im Rahmen von NATO-Manövern.